# Uloptera planata
Uloptera planata är en skalbaggsart som beskrevs av Hermann Burmeister 1842. Uloptera planata ingår i släktet Uloptera och familjen Cetoniidae. Inga underarter finns listade i Catalogue of Life.